# Килмакридж

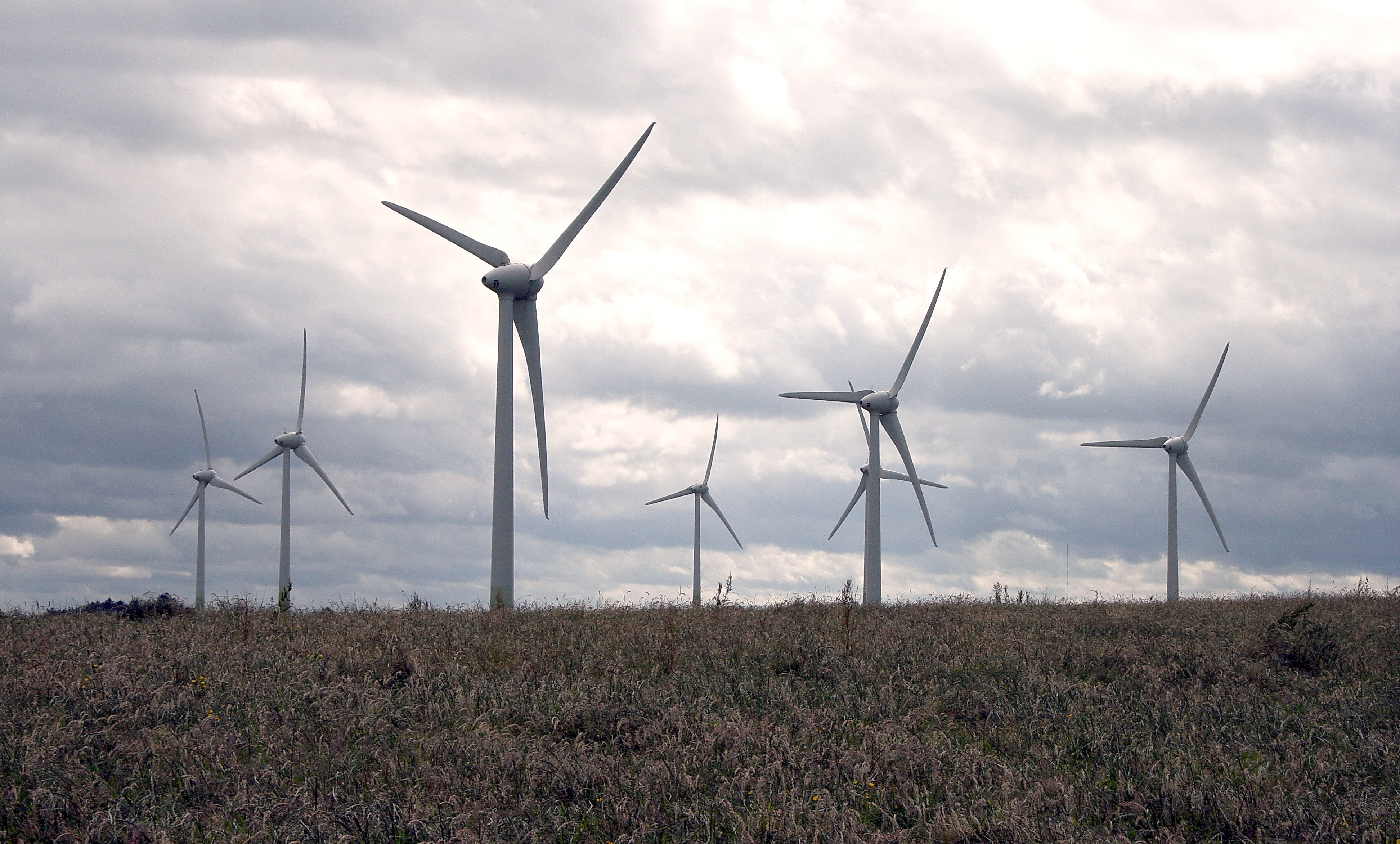
Местная ветряная электростанция

Килмакридж (англ. Kilmuckridge; ирл. Cill Mhucraise) — деревня в Ирландии, находится в графстве Уэксфорд (провинция Ленстер) у трассы R742.